# 溴化铕
溴化铕是一种无机化合物，化学式为EuBr3。

## 制备
溴化铕可由溴化亚铕和溴反应得到：
2 EuBr2 + Br2 → 2 EuBr3
氧化铕溶于48%的氢溴酸溶液，再蒸发结晶，可以得到溴化铕的六水合物：
Eu2O3 + 6 HBr → 2 EuBr3 + 3 H2O